# Taira no Tokuko
Taira no Tokuko (平 徳子 1155–1213), còn được gọi là Kiến Lễ môn viện (建礼門院 Kenreimon-in), là con gái của Thái chính đại thần Taira no Kiyomori, và là hoàng hậu của Thiên hoàng Takakura.
Bà được biết đến là người sống sót cuối cùng của gia tộc Taira sau trận Dan-no-ura.
Cuộc đời bà đã trở thành nguồn cảm hứng cho các tác phẩm lịch sử và văn học.

## Trong lịch sử

### Nghĩa nữ của Thiên hoàng
Lịch sử ghi nhận, Tokuko vốn là nghĩa nữ của Thiên hoàng Go-Shirakawa (後白河天皇, Go-Shirakawa-tennō), vị Thiên hoàng thứ 77 của Nhật Bản, trị vì từ 1155 đến 1158. Năm 1171, Tokuko được nhận nuôi, khi đó bà đã 17 tuổi. Lúc này, Thiên hoàng hoàng đã thoái vị và trở thành tư tế Phật giáo, lấy pháp danh là Gyōshin.

### Hoàng hậu
Năm 1172, Tokuko kết hôn với con trai thứ tư của Thiên hoàng Shirakawa, tức Thiên hoàng Takakura. Thiên hoàng Takakura cũng là anh em họ (con dì con dà) của bà vì thân mẫu của Thiên hoàng và mẹ của bà đều là chị em cùng cha khác mẹ. Đám cưới thật ra đã được sắp đặt, nhằm mục đích củng cố mối quan hệ đồng minh giữa hai người cha vợ; trước đó, Thiên hoàng Shirakawa đã ủng hộ cuộc nổi dậy của Kiyomori với danh nghĩa Thái chính đại thần, trong khi Kiyomori cung cấp hỗ trợ quân sự và tài chính cho Thiên hoàng Shirakawa.
Con trai của Tokuko với Thiên hoàng Takakura, Hoàng tử Tokihito, sinh năm 1178. Chỉ một năm sau, Kiyomori đã phát động một cuộc đảo chính, loại bỏ các đối thủ chính trị của ông khỏi các vị trí của họ, trục xuất họ và thay thế họ bằng các đồng minh và giáo sĩ của mình. Ông ta thậm chí còn bị Thiên hoàng Shirakawa bắt giữ; tại thời điểm này, họ đã từ bỏ vị thế chính trị của họ.
Năm 1180, Thiên hoàng Takakura bị Kiyomori bức thoái vị; Tokihito lên ngôi, tức Thiên hoàng Antoku sau này. Với tư cách là thân mẫu của Thiên hoàng, Tokuko đã được phong hiệu viện là Kiến Lễ môn viện (Kenrei-mon In). Trong thời kỳ này, tên của một số cổng trong các bức tường xung quanh khuôn viên Hoàng cung còn được sử dụng để chỉ gián tiếp đến một nơi ở gần đó của một hoàng hậu có chồng thoái vị, hoặc là một cách gọi gián tiếp đến các thân mẫu của Thiên hoàng. 

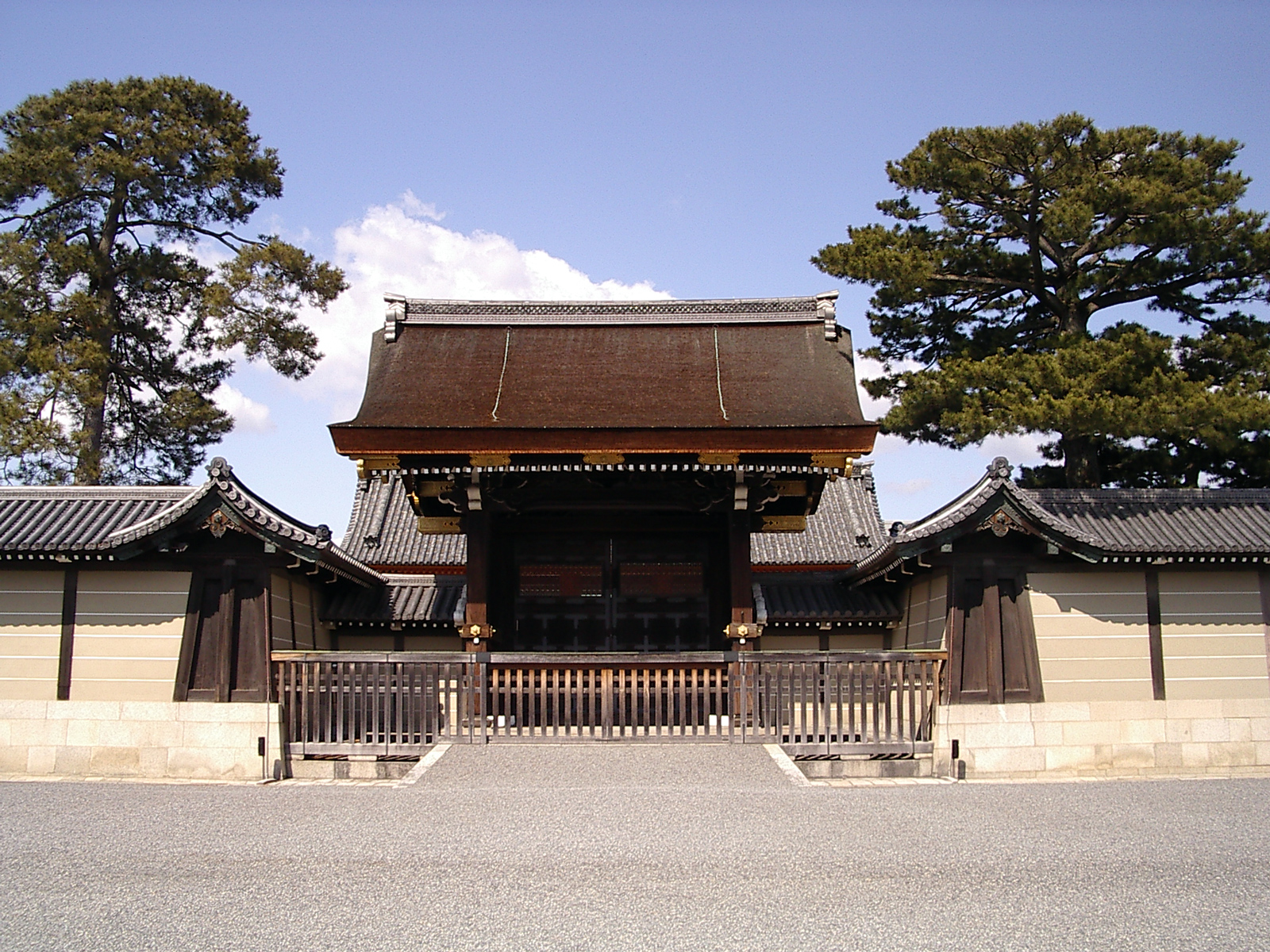
Kiến Lễ Môn(Kenrei-mon (建 礼), một trong những cổng vào của Cố đô Kyoto

Như vậy, Tokuko (建礼門院, Kenrei-mon-In), đã được ban chuẩn một cung riêng và được đặt hiệu viện theo tên cung ấy, sau khi chồng bà, Thiên hoàng Takakura thoái vị và băng hà. Cung điện nằm gần cổng Kiến Lễ Môn (Kenrei-mon), và do đó, bà còn được gọi là Hoàng Thái hậu Kenrei (Kiến Lễ Hoàng Thái hậu).

### Hoàng Thái hậu
Kiến Lễ Môn viện Taira no Tokuko, là thân mẫu của Thiên hoàng Antoku, trị vì từ 1180 đến 1185.

### Sống sót qua trận Dan-no-ura
Có thể cho rằng, thời gian khó khăn nhất trong cuộc đời của Tokuko diễn ra khi trận Dan-no-ura bùng phát ở gần mũi phía nam của Honshū ở Shimonoseki, Yamaguchi.
- Genryaku 2, vào ngày 24 tháng 3 (25 tháng 4 năm 1185): 2 gia tộc Taira và Minamoto đối đầu nhau.[8]

Gia tộc Taira đã bị đánh bại quyết liệt. Nhiều võ sĩ thuộc gia tộc Taira đã trẫm mình dưới sóng biển, vì họ không muốn thấy gia tộc Taira lụi bại nhục nhã dưới tay gia tộc Minamoto. Tổ mẫu của Thiên hoàng Antoku, Taira no Tokiko, vợ của Kiyomori,đã ôm chặt vị Thiên hoàng nhỏ tuổi Antoku và nhảy xuống nước tự vẫn.
Khi biết chuyện, Tokuko đã cố gắng tự vẫn theo gia tộc Taira; nhưng cuối cùng, bà lại được cứu sống khi một chiếc cào mắc vào mái tóc dài của mình.

### Ni sư
Sau khi các thành viên Hoàng thất tự tử, bà đã sống ẩn dật trong những năm cuối đời.
- Bunji 1, vào ngày đầu tiên của tháng thứ 5 (1185): Tokuko đã thực hiện nghi thức xuống tóc tại Chōraku-ji, một ngôi đền nhánh của Enryaku-ji tại Higashiyama.[11]
- Bunji 1, vào ngày 30 tháng 9 (1185): Tokuko rút lui khỏi vị trí hiện tại sau khi bà chuyển đến Jakkō-in [ja], trở thành một nữ tu viện Phật giáo gần làng Ōhara, Kyoto [ja], phía đông bắc của Heian-kyō.[12]
- Bunji 2, vào ngày 20 tháng 4 (1186): Thái thượng Thiên hoàng Go-Shirakawa,lúc này được biết đến với pháp danh Gyōshin, đã đến thăm Tokuko trong nơi ở của bà tại Ōhara.[13]
- Kenkyū 2, vào tháng thứ 2 (1192): Tokuko qua đời ở Ōhara.[14]

Tokuko được cho là đã sáng tác một bài thơ trong thời gian ở ẩn: 
Ta đã từng mơ

Rằng ta sẽ ngắm trăng

Ở đây trên núi -

Khuôn trăng mà ta đang ngắm đây

 Phải chăng là Hoàng cung?

## Trong văn học
Nhiều câu chuyện và tác phẩm nghệ thuật mô tả thời kỳ này trong lịch sử Nhật Bản, và thông qua những nguồn này, cuộc đời của Taira no Tokuko được biết đến nhiều nhất. Truyện kể Heike là nguồn nổi tiếng nhất trong số các nguồn mà chúng ta tìm hiểu về bà, mặc dù kabuki và bunraku cũng đóng vai trò tái hiện các sự kiện trong đó.

Tokuko là đề tài chính trong Truyện kể Heike, và là một minh chứng cho quy luật vô thường của Phật giáo. Chủ đề vô thường (mujō) được ghi lại trong đoạn mở đầu: 
 Âm thanh của tiếng chuông Gion Shōja vang lên sự vô thường của vạn vật; màu sắc của hoa sāla cho thấy sự thật rằng sự thịnh vượng phải suy tàn. Người kiêu hãnh không chịu đựng, họ như một giấc mơ vào một đêm mùa xuân; mùa thu hùng vĩ cuối cùng, chúng như bụi trước gió. 
 Trong tác phẩm cổ điển này, các nhân vật trung tâm nổi tiếng thường được phổ biến rộng rãi, các sự kiện chính thường được hiểu và các phần của chúng được hiểu vào thời điểm đó thường được chấp nhận là các yếu tố trong nền tảng của văn hóa Nhật Bản. Độ chính xác của từng sự kiện này đã trở thành một đề tài hấp dẫn để nghiên cứu thêm; và một số sự kiện đã được chứng minh là khá sát với lịch sử, trong khi các sự kiện khác được cho là không chính xác.
Trong văn học tiếng Anh, cuộc đời và triều đại của Tokuko được mô tả trong suốt truyện kể tiểu thuyết lịch sử gồm hai tập, White as Bone, Red as Blood, của Cerridwen Fallingstar, xuất bản năm 2009 và 2011.